# Angelo Quintavalle
Angelo Quintavalle (Padova, 13 gennaio 1947 – 4 agosto 2003) è stato un calciatore italiano, di ruolo attaccante.
Nella sua carriera agonistica ha totalizzato 152 presenze e 7 reti in Serie B e 159 in Serie C.
È scomparso nel 2003 all'età di 56 anni.

## Carriera
Inizia la carriera agonistica nelle giovanili del Padova, con cui vince il Campionato Primavera 1965-1966 di serie B. Nel corso di quella stessa stagione fa il suo esordio con la prima squadra e gioca 7 partite senza segnare. Giocherà con i patavini tre stagioni in Serie B e il miglior piazzamento sarà il sesto posto raggiunto nel campionato 1966-1967, nel quale colleziona 23 presenze e sigla le sue prime due reti. In quella stagione disputa tre partite e segna una rete in Coppa Italia, che vede il Padova eliminare il Napoli, la Grande Inter e perdere in finale contro il Milan.
Nel 1968 passa al Genoa, sempre in Serie B, club con cui esordisce il 20 ottobre dello stesso anno, nel pareggio esterno a reti bianche con il Modena. La prima stagione con i Grifoni terminerà al sesto posto. La stagione seguente vedrà il sodalizio genovese retrocedere in terza serie, in virtù dell'ultimo posto ottenuto.
Nel 1970 passa al Sottomarina, per disputare la Serie C 1970-1971. La stagione con i veneti si conclude con la retrocessione in Serie D a causa dell'ultimo posto ottenuto nel Girone A.
Nel 1971 torna a giocare tra i cadetti con il Monza. Con i brianzoli disputa due stagioni in Serie B, retrocedendo in terza serie al termine dell'annata 1972-1973.
Passa nel 1973 al Union Clodia Sottomarina, con cui ottiene la salvezza nel Girone A della Serie C 1973-1974.
La permanenza sulla laguna di Venezia dura una sola stagione poiché già nel 1974 si trasferisce al Sant'Angelo, sempre in Serie C. Con i rossonero milita tre stagioni, ottenendo piazzamenti a metà classifica.

## Palmarès

### Competizioni giovanili
- Campionato Primavera: 1

Padova: 1965-1966